# Peter Viereck
Peter Robert Edwin Viereck, född 5 augusti 1916 i New York, död 13 maj 2006 i Massachusetts, var en amerikansk poet, politisk tänkare och professor i historia vid Mount Holyoke College. 

## Biografi
Viereck föddes i New York som son till George Sylvester Viereck. Han avlade kandidatexamen med summa cum laude i historia från Harvard University 1937. Därefter specialiserade han sig på europeisk historia och avlade sin MA 1939 och sin doktorsexamen, 1942, återigen vid Harvard. 

## Karriär
Viereck var produktiv i sitt författande från 1938. Han var en framstående poet, med många publicerade diktsamlingar och några dikter som först publicerades i Poetry Magazine. Han vann Pulitzer-priset i poesi 1949 för samlingen Terror and Decorum. År 1955 var han Fulbright-forskare vid universitetet i Florens.